# Wielopole (wieś w województwie łódzkim)
Wielopole – wieś w Polsce, położona w województwie łódzkim, w powiecie bełchatowskim, w gminie Bełchatów.
W latach 1975–1998 miejscowość należała administracyjnie do województwa piotrkowskiego.

## Zabytki
Według rejestru zabytków Narodowego Instytutu Dziedzictwa na listę zabytków wpisany jest obiekt:
- park dworski, k. XVIII, nr rej.: 341 z 16.03.1984